# منظمة بحوث علوم الأرض (إندونيسيا)
منظمة بحوث علوم الأرض (بالإندونيسية: Organisasi Riset Ilmu Pengetahuan Kebumian) هي واحدة من 7 (وفي المستقبل 16) منظمة بحثية تحت مظلة الوكالة الوطنية للبحث والابتكار. تأسست في 1 سبتمبر 2021.

## الهيكل
هيكل منظمة بحوث علوم الأرض على النحو التالي:
مكتب رئيس منظمة بحوث علوم الأرض.
- مركز أبحاث الجيوتقنية.
- مركز أبحاث علم المحيطات.
- مركز أبحاث أعماق البحار.
- مركز أبحاث علم البحيرات.